# Grasso al silicone
Il grasso al silicone è un lubrificante con silicone utilizzato per lubrificare il contatto tra parti in metallo e in gomma, che per la loro natura debbano trovarsi a contatto fra loro. Per esempio, può essere utilizzato per lubrificare i filetti delle torce che si trovano a contatto con i rubber's O-ring (anelli di gomma).
Per via della sua non conducibilità elettrica è anche un grasso dielettrico e può andare a contatto con contatti elettrici senza provocare cortocircuiti.
È ampiamente utilizzato come sigillante temporanea e lubrificante per le articolazioni o interconnessioni smerigliate, come è tipicamente utilizzata in vetreria di laboratorio. Anche se normalmente presuppone che i siliconi sono chimicamente inerti, hanno alcuni composti significativi risultato di reazioni indesiderate con siliconi.